# 実悟
実悟（じつご、明応元年（1492年）- 天正11年11月25日（1584年1月17日）は、戦国時代から安土桃山時代にかけての浄土真宗の僧である。河内願得寺住持。本願寺第8世法主蓮如の10男。母は畠山政栄の娘蓮能。子に顕悟、玄員室。幼名は光童丸、諱は兼了。

## 経歴
幼少時代から異母兄の加賀本泉寺住持蓮悟の元に養子に出され文亀2年（1502年）に得度した。しかし、永正2年（1505年）に河内門徒が実悟の同母兄実賢を法主に擁立しようとする陰謀（河内国錯乱）が発覚し、同5年（1508年）、蓮悟に実子の実教が生まれると疎まれ、実悟は永正5年（1513年）に加賀石川郡剣村清沢坊願得寺の住職に移された。
更に、本願寺10代法主証如の後見人蓮淳（証如の外祖父）は法主による一門統制を強める政策を採り、これに蓮悟ら加賀の一門衆が反発して享禄4年（1531年）に大小一揆が勃発すると、実悟は小一揆方と見られて清沢願得寺を焼かれ、蓮悟と共に破門されて能登に逃れた。実悟の母方の伯父畠山家俊は実悟救援を名目に加賀に攻め込んだが、敗死した。
蓮悟は堺で不遇の身のまま没したが、実悟は天文19年（1550年）に蓮淳の死の直前に赦免され、永禄年間に河内古橋坊へ移住、後に古橋坊を願得寺に改める。天正4年（1576年）、願得寺は院家に指定される。天正11年（1583年）11月25日に92歳の高齢で没した。
教養人であり、蓮如の逸話を書き記した『蓮如上人御一代記聞書』を始め、『日野一流系図』、『本願寺作法之次第』などを書き残した。また、加賀一向一揆を「百姓ノ持チタル国ノヤウニナリ行キ候コトニテ候」と評したことでも知られる（「百姓の持ちたる国」と言い切ったわけではない）。

## 主な著書
- 「蓮如上人御一代記聞書」
- 「蓮如上人遺徳記」
- 「聖教目録聞書」
- 「日野一流系図」
- 「下間系図」
- 「実悟記」
- 「本願寺作法之次第」